# Wilma Labate

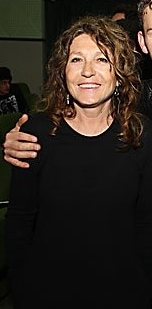
Wilma Labate

Wilma Labate (* 4. Dezember 1949 in Rom) ist eine italienische Dokumentarfilmerin und Filmregisseur.

## Leben
Labate schloss in Philosophie ab und arbeitete als Filmredakteurin bei der RAI; daneben organisierte sie Theateraufführungen und Kulturfeste, schrieb Artikel für „Unione Sarda“ und übernahm organisatorische Aufgaben für die Filmfestspiele von Venedig. Als Regisseurin widmete sie sich vornehmlich dem Dokumentarfilm; sie debütierte 1982 mit dem mittellangen Una notte a Roma. Mit diesen Filmen war sie in spezialisierten Kinos und im Fernsehen vertreten; im Spielfilmbereich assistierte sie Damiano Damiani und Ettore Scola. Für die Firma Renault war sie als Industrie- und Werbefilmerin aktiv.
1992 legte sie mit Ambrogio ihr Spielfilmdebüt vor, die Geschichte eines Jungen in den 1950er Jahren mit dem Traum, Kapitän eines Überseekreuzers zu werden. Es folgte ihr wohl bedeutendster Film, La mia generazione (1996). Die Geschichte eines Terroristen und seiner Frau sowie eines Polizisten im krisengeschüttelten Italien der 1980er Jahre wurde mit Claudio Amendola, Silvio Orlando und Francesca Neri prominent besetzt. Neben der Regieführung wurde auch die Kameraarbeit besonders hervorgehoben. Der 2000 veröffentlichte Domenica fand nicht den kommerziellen Erfolg, den er verdiente, woraufhin sich Labate wieder dokumentarischen Projekten zuwandte. 2007 folgte der bislang letzte Spielfilm, Signorina Effe, der mehrfach für Preise nominiert wurde.

## Filmografie (Auswahl)
- 1992: Ambrogio
- 1996: Meine Generation (La mia generazione)
- 2000: Domenica
- 2007: Signorina Effe